# Gašper Vidmar
Gašper Vidmar (Liubliana, 14 de setembro de 1987) é um basquetebolista profissional esloveno, atualmente joga no Fenerbahçe.